# John Rogers (acteur)
Pour les articles homonymes, voir John Rogers (homonymie) et Rogers.
John Rogers, né le 28 août 1888 et mort le 1er juillet 1963, est un acteur britannique actif dans le cinéma américain.

## Biographie
Originaire de Manchester, il a joué dans de nombreux films dans les années 1930, mais il a été souvent non crédité à partir des années 1940, et a fait des apparitions à la télévision dans les années 1950.
Il s'est suicidé par pendaison à l'âge de 74 ans.

## Filmographie

### Cinéma
- 1929 : Behind That Curtain
- 1930 : The Sea Wolf
- 1930 : Raffles
- 1930 : Old English
- 1931 : Charlie Chan Carries On
- 1934 : Limehouse Blues
- 1934 : Charlie Chan in London
- 1934 : Grand Canary
- 1934 : Jane Eyre
- 1934 : Long Lost Father
- 1934 : Wharf Angel
- 1935 : A Feather in Her Hat
- 1935 : People Will Talk
- 1936 : Charlie Chan at the Race Track
- 1936 : Klondike Annie
- 1936 : Love Before Breakfast
- 1937 : Think Fast, Mr. Moto
- 1937 : Bulldog Drummond Comes Back
- 1938 : The Buccaneer
- 1938 : Un conte de Noël (A Christmas Carol) d'Edwin L. Marin
- 1938 : Mysterious Mr. Moto
- 1940 : Typhoon
- 1940 : The Devil's Pipeline
- 1941 : Mutiny in the Arctic
- 1942 : The Undying Monster
- 1943 : Lassie Come Home
- 1944 : The Canterville Ghost
- 1944 : Alaska (1944)
- 1944 : The Suspect
- 1945 : Dangerous Intruder
- 1947 : Moss Rose
- 1947 :  Forever Amber
- 1952 :  Les Misérables
- 1953 : Loose in London

### Télévision
- 1952 : China Smith (1 épisode)
- 1952 : Front Page Detective (1 épisode)
- 1957 : The Adventures of Jim Bowie (1 épisode)